# Voivres-lès-le-Mans
 Voivres-lès-le-Mans  es una población y comuna francesa, situada en la región de Países del Loira, departamento de Sarthe, en el distrito de La Flèche y cantón de La Suze-sur-Sarthe.

## Demografía
| 547 | 600 | 614 | 712 | 773 | 846 |
| Para los censos de 1962 a 1999 la población legal corresponde a la población sin duplicidades (Fuente: INSEE [Consultar]) |     |     |     |     |     |